# 明納

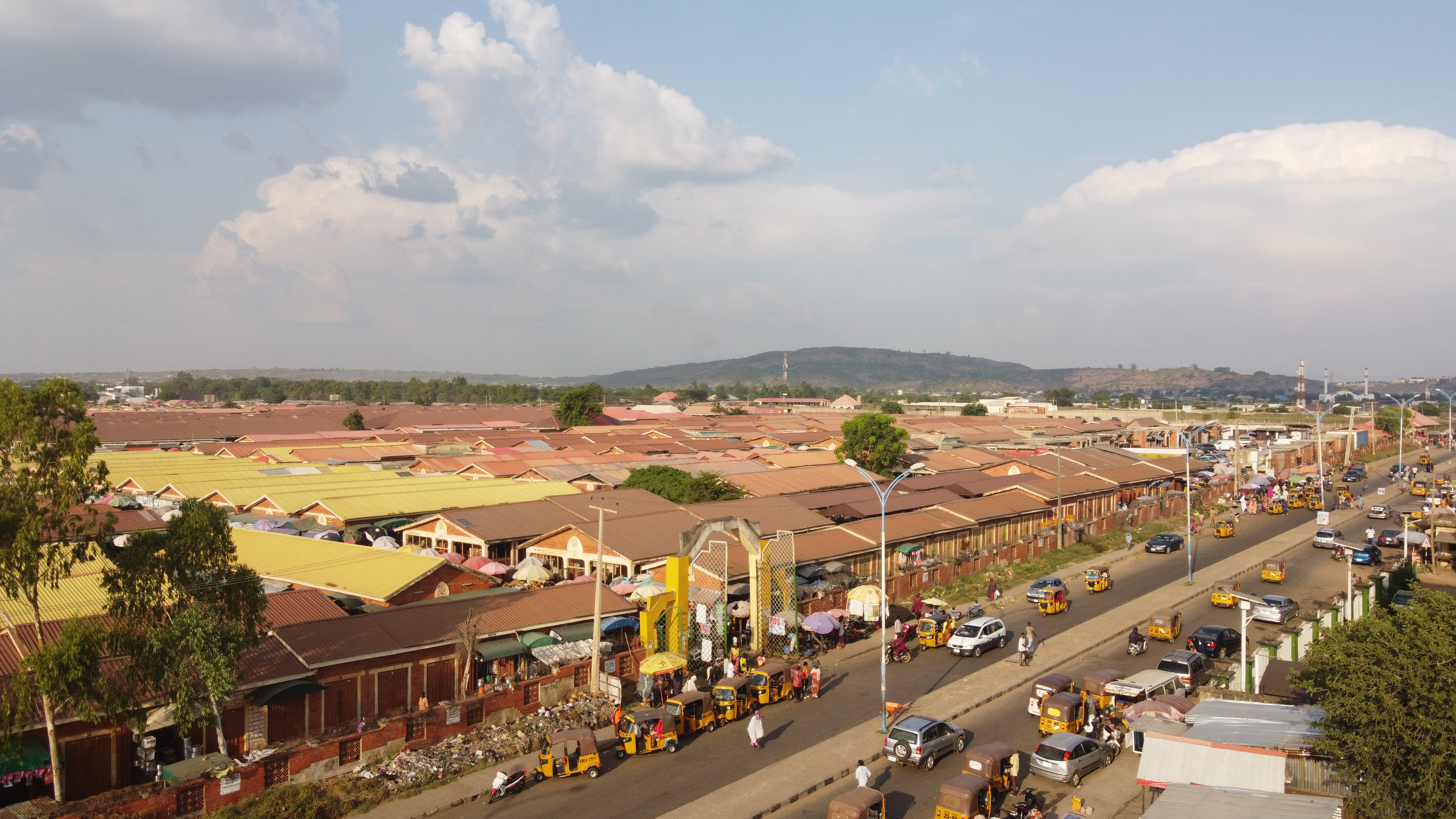
明納

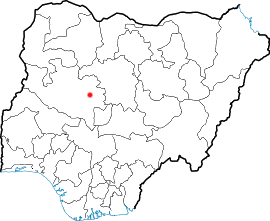
明纳在尼日利亚的位置

明納（英語：Minna）是西非國家尼日利亞中西部的城市，也是尼日爾州的首府，位於首都阿布贾僅150公里，出產農產品如棉花、高粱和薑，居民也從事釀酒、牛油果加工和黃金開採，傳統產業包括皮革業、金屬加工和織布 。2007年人口304,113。
9°36′50″N 6°33′25″E / 9.61389°N 6.55694°E